# تيغورفاتين (فرخانة)
تيغورفاتين هو دُوَّار يقع بجماعة فرخانة، إقليم الناظور، جهة الشرق في المملكة المغربية. ينتمي الدوّار لمشيخة فرخانة التي تضم 10 دواوير. يقدر عدد سكانه بـ 718 نسمة حسب الإحصاء الرسمي للسكان والسكنى لسنة 2004.

## روابط خارجية
- البوابة الوطنية للجماعات الترابية نسخة محفوظة 12 مارس 2018 على موقع واي باك مشين.
- المندوبية السامية للتخطيط